# Vô thượng du-già
Vô thượng du-già (zh. 無上瑜伽, sa. anuttarayoga), cũng được gọi dạng dài là Vô thượng du-già-đát-đặc-la (zh. 無上瑜伽怛特羅, sa. anuttara-yogatantra, bo. rnal `byor bla na med pa`i rgyud རྣལ་འབྱོར་བླ་ན་མེད་པའི་རྒྱུད་) là Tantra (zh. 怛特羅, sa. tantra) cao cấp nhất (vô thượng, sa. an-uttara) trong bốn loại Mật điển của Phật giáo. Ba loại khác là Tác (sa. kriyā), Hành (sa. caryā) và Du-già (sa. yoga). Các Mật điển này nằm trong Đại Tạng của Tây Tạng, thuộc phần thứ bảy trong Kangyur (zh. 甘珠爾, bo. bka` `gyur བཀའ་འགྱུར་) và bao gồm 22 bộ. Hai bộ Tantra danh tiếng nhất được xếp vào hạng Vô thượng du-già là Bí mật tập hội (sa. guhyasamājatantra) và Hô kim cương (sa. hevajratantra).
Trước khi được Quán đỉnh (sa. abhiṣeka), được khai thị vào Vô thượng du-già, hành giả cần phải đi qua những cấp Tantra khác đã nêu trên, giữ giới luật (sa. vinaya) nghiêm ngặt để dần dần thanh lọc thân tâm. Trong cấp Vô thượng du-già thì tất cả những bản văn hướng dẫn thực hành đều được gạt qua một bên, hành giả đã vượt qua thế giới nhị nguyên, tương đối, phụ thuộc.
Hai cấp đầu của Tantra được xem là cấp thấp vì ở đây thiếu những yếu tố cần được phân tích bằng trí huệ và nội dung của chúng không vượt ra khỏi những nghi lễ. Nói chung, Tantra Tác và Hành là sự tương giao với thế giới hiện hữu, vẫn còn nằm trong phạm vi cố định, phụ thuộc.
Ngược lại trên, hai cấp Tantra Yoga và Tantra Vô thượng Yoga chứa đựng những mầm mống triết lý cao đẳng của Đại thừa Phật giáo. Những hành giả thực hành hai Tantra này (sa. tāntrika hoặc sādhaka) phải nắm vững những tư tưởng căn bản của Đại thừa trước khi bước vào một Tantra Vô thượng du già và sau khi đạt yếu chỉ, họ được gọi là một Tất-đạt (sa. siddha), một Thành tựu giả, "người thành đạt".
Triết lý nền tảng của Vô thượng du-già là Trung quán (sa. mādhyamika), chủ trương nhấn mạnh sự bình đẳng tuyệt đối của Niết-bàn (sa. nirvāṇa) và Luân hồi (sa. saṃsāra). Vì thế nên không có sự khác biệt giữa kinh nghiệm thu thập qua các giác quan, thế giới hiện hữu, và kinh nghiệm huyền diệu khi đã đến đích, Niết-bàn. Không có một sự khác biệt nào giữa chủ thể và khách thể, tất cả đều "không hai" (bất nhị, sa. a-dvaya). Sự trực nhận thấy chân lý này chính là niềm vui vô biên (đại lạc 大樂, sa. mahāsukha) xuất phát từ những vị Đại thành tựu (sa. mahāsiddha), được chư vị trình bày trong các bài Chứng đạo ca (sa. dohā, dịch âm Hán Việt là Đạo-bả 道把).
Các kinh nghiệm giác ngộ của chư vị được trình bày trong các kệ tụng có thể được tóm tắt, trình bày như sau:
Chỉ có Phật mới nhận ra Phật
Mỗi khoảnh khắc của nhận thức là Phật
Tất cả các dạng hiện hữu là thân Phật
Tất cả âm thanh là lời Phật
Tất cả tâm trạng thanh tịnh là tâm Phật
Tất cả hiện hữu đều là Tâm
Không có gì cấu uế, nhưng có ý niệm cấu uế
Đạo là mục đích, mục đích là Đạo
Sắc tức là Không, Không tức là Sắc.
Vô thượng du-già đưa ra một loạt phương pháp tu tập thiền định để đạt được kinh nghiệm nói trên. Hầu hết tất cả những phương pháp thiền định (được gọi là Nội du-già) này đều được sự phụ trợ của những nghi lễ, khế ấn, thủ ấn (Ngoại du-già). Những nghi lễ này đều mang một biểu hiện tâm lý thâm sâu và tất cả những nghi quỹ, hành động của hành giả Đát-đặc-la đều không tự có giá trị – chúng chỉ là những biểu tượng tư tưởng của người thực hiện. Kinh nghiệm tối thượng của Vô thượng du-già chính là sự thống nhất, sự hoà hợp của hai yếu tố chính để đạt Niết-bàn, đó là trí huệ (sa. prajñā) và phương tiện (sa. upāya). Hai yếu tố này đã đưa đến cho Vô thượng du-già những biểu tượng tính dục nam nữ và trong đây, trí huệ được xem là nữ tính, phương tiện thuộc nam tính. Biểu tượng giao hợp (sa. yuganaddha, bo. yab-yum ཡབ་ཡུམ་) của nam nữ được sử dụng vì trong tục thế, không có biểu tượng nào gần gũi, cô đọng hơn và cũng vì những biểu tượng này mà Vô thượng du-già thường bị hiểu lầm. Vô thượng du-già bộ không được truyền qua Trung Quốc và vì vậy, sử sách ở đây hay gọi sai là "tả (với ý nghĩa tà) đạo" mặc dù tại đây chưa bao giờ có truyền thống, điều kiện tu tập. Dù muốn hay không, mỗi người tu tập đạo – có quyến thuộc hay không quyến thuộc – đều là kết quả của sự giao hợp này và nó chính là sự dung hoà, tổng hợp giữa âm và dương mà ở đâu người ta cũng có thể thấy được (tương ưng với mặt trời, Mặt Trăng trong vũ trụ,…, các cặp âm dương câu sinh, đối đãi của thế giới hiện hữu). Kết quả của sự phối hợp giữa Bát-nhã (般若, sa. prajñā) và phương tiện (zh. 方便, sa. upāya) được gọi là Bồ-đề tâm (zh. 菩提心, sa. bodhicitta). Trong khía cạnh tuyệt đối (sa. vivṛti), Bồ-đề tâm là một kinh nghiệm thật tại siêu việt, được miêu tả bằng nhiều tên như Đại lạc (sa. mahāsukha), Tự chứng phần (sa. svasaṃvedya), cái Tự có sẵn (câu sinh khởi 俱生起, sa. saha-ja).
Hai đặc điểm khác của Vô thượng du-già là cách sử dụng những Mạn-đồ-la (sa. maṇḍala) và ăn những thức ăn hành lễ. Những Mạn-đồ-la này được vẽ như những bức tranh để các hành giả dùng để thiết tưởng linh ảnh hoặc được vẽ thẳng ngay dưới đất, được sử dụng trong lúc hành lễ. Còn những món ăn bao gồm nhiều loại khác nhau (năm loại thịt,…) và các luận giải cho rằng, các món ăn này có công dụng thanh lọc Thân khẩu ý một cách nhanh chóng.
Về phần nội dung thì hai bộ Bí mật tập hội (sa. guhyasamājatantra) và Hô kim cương đát-đặc-la (sa. hevajratantra) nói trên tương đối giống nhau, mặc dù Bí mật tập hội ghi rõ hơn về những thành tựu pháp (sa. sādhana) trong lúc thực hành nghi lễ. Các bộ Vô thượng du-già-đát-đặc-la đều được ghi lại bằng một ngôn ngữ bí mật, nhiều nghĩa, có thể giảng giải bằng nhiều cách và nếu không có Đạo sư (sa. guru) truyền lại những khẩu quyết thì không ai có thể thực hành được. Vì lý do này và những lý do khác đã nói, Vô thượng du-già-đát-đặc-la được giữ kín, bí mật, chỉ dành cho hạng thượng căn có duyên.
Nói tóm lại, cách tu tập theo Vô thượng du-già với mục đích "Thành Phật trong kiếp này với thân này" rất khó và chỉ có những ai dày công tu luyện, đã đạt tâm vô chấp, những kiến giải nhị nguyên phân biệt đã tan biến phần nào mới có thể bước vào pháp môn này được.